# Elefanten og sommerfuglen
Elefanten og sommerfuglen er en dansk kortfilm fra 2001 med instruktion og manuskript af Annette Riisager.

## Handling
En lille film om modsætninger. To små børn drager på egen hånd ud i Zoologisk Have, som åbner sig som et eventyrligt univers for deres øjne og fødder. Børnene aftaler, at rejsen rundt i haven skal være en opdagelsesrejse på jagt efter forskelle. De søger det lyse og det mørke dyr, det lette og det tunge dyr, det farlige og det gemytlige dyr, etc. Filmen er iscenesat, men har en dokumentarisk karakter. Dialogen er sparsom, mens musikken underbygger stemningerne i de små børns møde med de forskellige dyr - og med sig selv. For haven er stor, tunnelen er lang, og mor er pludselig langt væk.